# Odile Leperre-Verrier
Odile Leperre-Verrier (ur. 18 października 1950 w Orleanie) – francuska polityk, posłanka do Parlamentu Europejskiego IV kadencji.

## Życiorys
Z wykształcenia psycholog, kształciła się także w Instytucie Nauk Politycznych w Paryżu. Pracowała w szpitalach, później zaangażowała się w działalność partyjną w ramach Lewicowej Partii Radykalnej. Był członkinią sekretariatu krajowego tego ugrupowania, a w latach 1983–1986 dyrektorem gabinetu politycznego sekretarza stanu Rogera-Gérarda Schwartzenberga. Od 1992 do 1993 pracowała w Zgromadzeniu Narodowym. W latach 1994–1999 sprawowała mandat eurodeputowanej IV kadencji. Zasiadała w grupie Europejskiego Sojuszu Radykalnego.
Od 1991 była działaczką masońską, pełniła kierownicze funkcje w ramach kobiecej loży GLFF. Zrezygnowała z tej aktywności w 2014.